# Swetlana Alexejewna Gladyschewa
Swetlana Alexejewna Gladyschewa (russisch Светлана Алексеевна Гладышева; * 13. September 1971  in Ufa) ist eine ehemalige russische Skirennläuferin.

## Biografie
Bereits in ihrer ersten Weltcupsaison sorgte sie bei der alpinen Ski-WM 1991 in Saalbach-Hinterglemm in der Abfahrt für eine Überraschung. Hinter Petra Kronberger und Nathalie Bouvier gewann sie die Bronzemedaille. Bei den Olympischen Winterspielen 1994 in Lillehammer fuhr Gladyschewa im Super-G mit der Startnummer 35 völlig unerwartet auf den zweiten Platz und gewann hinter Diann Roffe-Steinrotter die Silbermedaille.
In der Abfahrt erreichte sie zwei Weltcup-Podestplätze, ihren einzigen Weltcupsieg feierte sie dann jedoch am 7. Dezember 1996 im Super-G von Vail, vor Pernilla Wiberg und Carole Montillet. Ihren Rücktritt vom Renngeschehen gab sie im Frühling 1998 bekannt.

## Erfolge

### Olympische Winterspiele
- Albertville 1992: 8. Abfahrt, 12. Kombination, 25. Super-G
- Lillehammer 1994: 2. Super-G, 17. Abfahrt
- Nagano 1998: 5. Abfahrt, 13. Super-G

### Weltmeisterschaften
- Saalbach-Hinterglemm 1991: 3. Abfahrt
- Morioka-Shizukuishi 1993: 16. Abfahrt, 30. Super-G
- Sierra Nevada 1996: 17. Abfahrt, 21. Slalom, 25. Riesenslalom, 31. Super-G
- Sestriere 1997: 14. Super-G, 19. Abfahrt, DNS2 Riesenslalom

### Weltcup
- 3 Podestplätze, davon 1 Sieg:

| Datum            | Ort  | Land               | Disziplin |
| ---------------- | ---- | ------------------ | --------- |
| 7. Dezember 1996 | Vail | Vereinigte Staaten | Super-G   |

### Europacup
- 5 Podestpläzte, davon 1 Sieg:

| Datum           | Ort        | Land       | Disziplin |
| --------------- | ---------- | ---------- | --------- |
| 3. Februar 1996 | Innerkrems | Österreich | Super-G   |

### Juniorenweltmeisterschaften
- Alyeska 1989: 11. Abfahrt, 19. Slalom, 30. Riesenslalom
- Zinal 1990: 1. Abfahrt, 2. Super-G, 15. Riesenslalom, 17. Slalom